# جريج سيبس
جريج سيبس (بالإنجليزية: Greg Cipes)‏ (و. 1980  م) هو مؤدي أصوات، ومغني أمريكي، ولد في كورال سبرنغز.

## وصلات خارجية
- جريج سيبس على موقع IMDb (الإنجليزية)
- جريج سيبس على موقع ميتاكريتيك (الإنجليزية)
- جريج سيبس على موقع روتن توميتوز (الإنجليزية)
- جريج سيبس على موقع ألو سيني (الفرنسية)
- جريج سيبس على موقع ميوزك برينز (الإنجليزية)
- جريج سيبس على موقع أول موفي (الإنجليزية)
- جريج سيبس على موقع قاعدة بيانات الأفلام السويدية (السويدية)
- جريج سيبس على موقع قاعدة بيانات الفيلم (الإنجليزية)
- جريج سيبس على موقع كينوبويسك (الروسية)